# Fallout 76
『Fallout 76』（フォールアウト76）は、ベセスダ・ソフトワークスが開発したコンピュータRPG。対応ハードはMicrosoft Windows、PlayStation 4、Xbox One。日本、アメリカともに2018年11月14日発売。
核戦争後の荒廃した世界を描くFallout シリーズの8作目。シリーズ初のオンラインゲームで、他プレイヤーとの取引・協力・戦闘が可能になっている。
販売当初は数多くの技術的不具合、ゲームデザイン、目的の欠如、NPCの不在などから賛否両論の評を与えられ、さらに後述する特典バッグの素材騒動などゲームの内容以外にも複数の問題が指摘され、それらに対するベセスダの対応もまた非難を浴びた。
その後、アップデートにてコンテンツが追加され、2020年4月14日には無料の拡張大型コンテンツ「Wastelanders」にてNPCが実装されるなど、当初批判された内容の幾つかは改善が図られている。

## 沿革
- 2018年
  - 5月30日（日本時間）にベセスダ・ソフトワークスが新作ゲームを示唆する短いティザームービーを公開、程なくしてFallout 76の正式プレスリリースが発行された[2]。
  - 6月11日、E3 2018にて初めてのプレイ映像が公開され、同時に本作がオンライン専用マルチプレイゲームであること、サービス開始日を2018年11月14日とすることが発表された[3]。ただしこの時点では日本でのサービス実施は決定しておらず、正式発表は9月10日を待つこととなる[4]
  - サービス開始に先駆けXbox Oneサーバー上でのストレステストが実施された他、更なるテストとゲームの最終調整を行うために「Break-It Early Test Application」＝「B.E.T.A.」と称された先行アクセスが実施され、Xbox Oneが10月23日から、PS4とPCはその一週間後から解禁された[5]。
B.E.T.A.のプレイデータは製品版でも引継ぎ可能であったが、実施日がまばらな上に1日数時間に限られ、またアジア地域では深夜～早朝帯での参加を余儀なくされた。B.E.T.A.はリリース直前まで実施された。
  - 11月14日、正式サービスが開始。
- 2019年
  - サービス開始後は主にバグ修正やバランス調整に費やされたが、リリースから約100日が経過した2月23日、「ワイルドアパラチア」「ニュークリア ウインター」「ウェイストランダーズ」と称した3つの大型アップデートを柱とする年内のロードマップ（開発予定表）が公開される[6]。
後に、ウェイストランダーズの配信は2020年4月7日へ延期される[7]。
  - 3月14日から5月23日にかけ「ワイルドアパラチア」が実装。
醸造システムを始め、スナップカメラ、サバイバルモード、自動販売機、レジェンダリーアイテムの交換システムの他、新規のイベントやアイテムなどが逐次実装された。
  - 6月10日のE3 2019にて、1年前のE3では存在を否定していたNPCを「ウェイストランダーズ」アップデートにて実装することが発表される。また同日、最大52人でのバトルロイヤルモード「ニュークリア ウインター」の先行ベータプレイが開始。
  - 8月20日、新たなコンテンツとして最大4人で挑むことのできるVault 94クエストが実装される。しかし後にベセスダは「当初期待していたほどの魅力的な体験を提供できていない」とし、「ウェイストランダーズ」の実装に伴い削除する旨を報告する[8]。
  - 10月1日、サバイバルモードの提供が終了。
  - 10月24日、サブスクリプション(月額課金制)によるアイテム提供サービス「Fallout 1st」が発表され、その翌日より配信[注 1][9]。
- 2020年
  - 4月14日、「ウェイストランダーズ」が開始。多数のNPCやそれにまつわるクエストなどが実装された。
  - 6月30日、アップデート20において、従来のチャレンジが刷新され、S.C.O.R.E.を獲得してランクアップすることでゲーム内報酬が得られる「76シーズン」システムが実装された。最初のシーズン名称は「レジェンダリーラン」。他にプレイヤー同士でチームを結成するのが簡単に行える「パブリックチーム」が実装された。パブリックチームは作成時に決めた目標に沿ってゲーム内バフが受けられる。[10]
  - 8月4日、アップデート21において、コミュニティ全体で将来のB.O.S.の基地を建築する2パートに分かれたイベント「ATLAS観測所の要塞化」が開始。イベント期間中にATLAS観測所にいるラッセル・ドーシーにコミュニティが特定の種類のスクラップを集めることができれば、プレイヤー全員がゲーム内報酬を受け取ることができる。[11]
  - 8月18日、最大8人のプレイヤーと一緒にインスタンス型エンカウントで戦う新たなエンドコンテンツ「A Colossal Problem」が実装された。[12]
  - 9月15日、アップデート22において、インスタンス化されたランダム要素のある繰り返しプレイ可能なコンテンツ「デイリーオプス」が実装された。遊べるモードは「アップリンク」のみ。シーズン2「アーマーエース」のSCOREボードが実装された。他にクリーチャーレベルがプレイヤーのレベルに合わせて変動するようになる「ウェイストランドで団結しよう」や、従来のPerkシステムとは異なるパワーと多様性をもたらす高レベルプレイヤー向けの「レジェンダリーPerk」が実装された。[13]
  - 11月24日、アップデート24において、B.O.S.がアパラチアに戻る新クエストライン「STEEL DAWN」が実装された。これに伴い新しいロケーションや既存ロケーションの一部が更新され、「デイリーオプス」に新たな報酬が追加。C.A.M.P.にインスタンス化された空間「C.A.M.P.シェルター」が実装された。飢えと渇きのシステムが見直され、空腹時や喉が乾いた時のマイナス効果を排除し、十分な食事や水分補給を受けた時に得るボーナスが強化された。[14]
  - 12月15日、アップデート25において、シーズン3「スクライブ・オブ・アヴァロン」のSCOREボードが実装された。各ランクでもらえる通常報酬に加えて、「Fallout 1st」向けにSCOREボードの特定のランクのマイルストーンで獲得できるボーナス報酬が追加。[15]
- 2021年
  - 4月27日、アップデート26において、シーズン4「アーマー・エース：コールドスティール」のSCOREボードが実装された。無料でS.P.E.C.I.A.L.の特性を変更したり、完全にリセットしたりすることができる「S.P.E.C.I.A.L.ロードアウト」が実装された。「パンチカードマシン」を使用すれば、いつでもS.P.E.C.I.A.L.を調整したり、Perkカードを変更したり、新しい組み合わせをスロットに保存したりできる。2つのC.A.M.P.を同時に建造して維持することができる「C.A.M.P.スロット」が実装された。アクティブ状態にできるC.A.M.P.は一度につき1つ。「デイリーオプス」に新モード「暗号解読」に加えて、新たなロケーション、敵、変異、報酬が追加された。[16]
- 2022年
  - 9月13日、Expeditions: The Pitt アップデートが配信され、新生レスポンダーに関連する複数のNPCとクエスト、近接武器「オートアックス」や「連合パワーアーマー」をはじめとする多数の各種アイテム、特殊なゲーム内通貨の「切手」、目玉となる新システム「遠征」と専用のロケーションである「ピット」が実装された。また、新規のプレイヤーはVault 76を出る際に、スモール・バックパック、10㎜ピストルと弾薬、様々な消費アイテムと、2時間の間、飢えと渇きが増すのを防ぐバフ「Vault Fed」が付与されるようになった。
  - 12月7日、Nuka-World on Tour アップデートが配信され、積灰の山地域のルイスバーク近辺に新たなロケーションである「ヌカ・ワールド・オン・ツアー」が追加され、周辺の既存ロケーションにも変更が加えられた。ヌカ・ワールド・オン・ツアーに関連するNPC、クリーチャー、パブリックイベント、ユニーク武器、アイテムが多数追加された。「Fallout 1st」専用機能として、重量制限の制約を受けずに弾薬を保管可能になる、「弾薬保管ボックス」が追加された。フリーカメラが実装された。
- 2023年
- 3月1日、MUTATION INVASION アップデートが配信され、変異パブリックイベントが追加された。デイリーオプスに新たなロケーション、敵、変異、報酬が追加された。デイリーチャレンジの再抽選機能が追加された。
- 6月21日、ONCE IN A BLUE MOON アップデートが配信され、ブルーリッジキャラバンに関連するNPC、パブリックイベント、クエスト、ユニーク武器、アイテムが複数追加された。新たなクリーチャーとして、ブルーデビル、オグアが追加された。デイリーオプスに新たな変異が追加された。遠征のシステムに大幅な変更が加えられた。
- 9月14日、Xbox Game Pass Coreの開始時にプレイ可能なバンドルにこの作品が加えられる。これより前からGame Pass for PCやGame Pass UltimateでもFallout76が遊べるようになっていたため、オンライン専用のこの作品のXbox版をソフト単体で購入する必要性が一切なくなった。このほか、Amazon Prime Gamingの対象作品にも2024年2月に一時的に加えられたこともあり、PlayStation 4版以外のソフトの価値が大幅に減少し、一部サイトではデジタル版が100円で投げ売りされる状態となった。PlayStation Plusに関しても2023年1月にFallout 76がフリープレイで配信されたことがある。

## システム
オンラインプレイ
サーバー1つあたり最大32人のプレイヤーが参加できる。MMORPGではあるが、1人プレイでもストーリーはクリア可能である。ただし、ラストボスの駆逐には複数人での協力プレイが推奨されている。
MODは原則的に使用できないが、NexusMods等にはUIの改修等を目的としたMODが配布されている（ただし、MODを導入すると後述のニュークリア ウインターに参加できない）。
C.A.M.P.
Construction and Assembly Mobile Platformの略称で、持ち運び可能な建設・組み立て用移動基地。展開すると一定範囲内で自由にクラフトアイテムの作成や設置ができるようになり、プレイヤーは気に入った場所に趣向を凝らした家や要塞、あるいは露店を建築できる。作業方法は「Fallout 4」とほぼ同様である。
C.A.M.P.で作成した建築物は設計図として保存可能であり、場所を移動してもカット＆ペーストの要領で即座に再現することができる。
設置場所は平地でなければならない他、既存のロケーション及び他プレイヤーのC.A.M.P.範囲内などでは設置することができない。
アップデート26で「C.A.M.P.スロット」が実装され、2つのC.A.M.P.を同時に建造して維持することができるようになった。アクティブ状態にできるC.A.M.P.は一度につき1つ。
プレイヤー間のトレード
プレイヤーは、他プレイヤーの側まで近寄ればアイテムのトレードを要求できる。これを相手が受け入れればお互いの所持品が全て閲覧でき、自分の売りたい品、あるいは相手から買いたい品をその中から指定できる。
指定された品の価格は売る側のみが自由に調整でき、買う側が納得すれば交渉成立となる。
インゲームストア「アトミックショップ」
ゲーム内から接続できるアトミックショップではクラフトアイテムや装備アイテム用のスキンの他、特別な衣装、エモートやプレイヤーアイコンを購入することができる。
購入にはゲーム内通貨であるアトムポイントを消費し、これはゲーム内でのチャレンジ達成や課金によって獲得することができる。
アップデート24でアトミックショップのバンドルに含まれているアイテムの一部を所有している場合、バンドルの価格が自動的に割引されるようになった。
Fallout 1st
サブスクリプションにより複数の独占アイテムやプライベートワールドなどのコンテンツ、またアトムポイントを提供するサービス。月額あるいは年額での支払いを選択できる。
プライベートワールド
Fallout 1st加入者のみが作成できるサーバー。非加入者であっても参加は可能であり、最大8人を上限とする。仕様は通常のアドベンチャーモードと同一である。

### ワイルドアパラチア
サバイバルモード
より対人戦に重きを置くことをコンセプトに、2019年3月26日から10月1日まで提供されたゲームモード。PvP（プレイヤー同士の戦闘）を回避するためのシステムを排し、広大なフィールドを探索しつつ、いつ他人に襲われるか分からない緊張感を楽しめる。経験値の獲得量や死亡時のペナルティ、リスポーンに独自の調整が施されている。
これに合わせて従来のモードはアドベンチャーモードと再定義され、プレイヤーはこの２つのモードを同一キャラクターで行き来でき、そのステータスやアイテムも同期された。
自動販売機
旧来のトレード形式（上記）は即座に行える反面、お互いが現在持ち運んでいるアイテムしか扱えず、また相手が忙しければトレード自体も難しかった。
2019年5月からは自分のC.A.M.P.に自動販売機を設置できるようになり、プレイヤー同士が会わずとも商いを行えるようになる。起動している販売機の位置はマップ上で知ることができるため、C.A.M.P.そのものも他プレイヤーの目に付きやすくなった。
ちなみにゲーム内経済の健全性を維持するため、売上の10%を手数料として消失する。
レジェンダリーアイテムの交換
不要なレジェンダリーアイテムを「レジェンダリー証書」に変換し、集めた証書を提供者マームルに渡すことで新たなレジェンダリーと交換できるシステム。

### ニュークリア ウインター
バトルロイヤルモード
最大52人が生き残りを競う、独立したモード。多くのバトルロイヤル形式のゲームと同様、フィールドは徐々に狭まり、装備やアイテムは全て現地調達する必要がある。このモード専用のPerkカードで能力やスキルをカスタマイズできることが特徴。
スコアを貯め監督官ランクを上げれば、全モードで使用出来るアイテムスキンやプレイヤーアイコンを得ることができる。
Vault 94
最大4人で挑戦することのできる、Falloutシリーズ初のランダム生成によるレイドクエストである。週ごとに3つのステージがローテートされ、選択した難易度によって報酬が変化する。Wastelandersで廃止。

## ストーリー
2102年までのあらすじ
アパラチア・ウェイストランド 、緑に恵まれた最後の楽園、かつてそこには静寂があった。
しかし2102年10月23日、いわゆる『再生の日』にアメリカのエリート達を収容していた核シェルター『Vault 76』が開放され、再建が始まったことで、新たな歴史が刻まれ出すこととなった。
今日は『再生の日』から...1年ほど過ぎただろうか。Vault内の自室で目を覚ましたあなたはここから出るのを拒み、引き籠り続けた最後の1人である。もう生活必需品も底をつきかけ、Vaultを死ぬ気で維持し続けたロボットたちも発狂寸前だ。
外界ではかつての居住者たちがアパラチアに蔓延っていた脅威を排除したことで、大勢の入植者が『宝』目当てに集まっている。
あなたもこうしている場合ではないはずだ。今すぐアパラチアの大地へ踏み出し、『監督官』、そして私たちと共に偉大なるアメリカ合衆国の再建を開始せよ。
2103年以降のあらすじ
Vault76には『再生の日』に外に出ることもなく居残り続けたレジデント達もいた。2103年のある日、強制的に追い出されることになった。
舞台の背景
本作では核戦争から25年が経過した2102年から大型アップデートにあわせる形で年を重ねていき現在は2105年（舞台となる時間軸としては最も古い年代）のウェストバージニア州が舞台となる。一部のロケーションは現実の場所をモデルにしたものではあるが、
いわゆるパラレルワールドであり、多くはFalloutシリーズらしい独自の路線を歩んだものになっている。
また、本作の主人公(プレイヤー)であるVault 76の住民たちは各分野での優れた才能を持っていたために集められた人材であり、戦後失われた技術や知識を有している。

## 各勢力と主要人物

### Vault 76
「核戦争後のアメリカ再建」を果たすべく、各分野の優秀な人材を2102年まで保護していた大型シェルター。過去作におけるVaultの大半がVault-tec社による異常な“実験場”であったのに対し、Vault 76は純粋な避難場所とされている。
- 監督官

Vault 76の女性監督官でウエストバージニア出身。監督官としては若いものの25年間に渡ってVaultの運営を勤め上げ、住民からも厚い信頼を得ていた。
プレイヤーが外界へ出る数時間前にVaultを発っており、 極秘任務遂行のため協力を呼びかけてくる。
2102年でも生存している唯一の人間NPC。後発のプレイヤーのために各地にホロテープを残しており、断片的ながら彼女の旅路を垣間見ることができる。長らくプレイヤーの前に姿を見せていなかったが、「ウェイストランダーズ」以降は会うことができるようになる。

### レスポンダー
Vault 76に入居出来なかった人々の内、戦後生き残った消防隊員や警察官、医療従事者によって結成された民間組織。倫理観に厚く、難民の救護を旗印にフラットウッズやモーガンタウン空港を拠点に生き抜いていた。スコーチとその伝染病の脅威に際し戦闘部隊の訓練や予防接種開発などで尽力したものの、努力も虚しく2102年直前に壊滅する。やむなくアパラチアを離れたグループもおり、2104年に帰還している。2105年現在はホワイトスプリングスホテルとギルマン製作所などを拠点としている。
- クレア・ハドソン

チャールストンにてスコーチ病を研究していた医師。予防接種の開発を目標とした「イノキュレーション計画」を1人で進めており、そのあと一歩はVault76の住民によって果たされることとなる。
- ハンク・マディガン

精鋭部隊ファイヤーブリーザーの副隊長。アパラチアでも特に危険なクランベリー湿原へ赴き、都市ワトガの奥部で対スコーチ用の武器を発見した。
B.O.S.からも一目置かれた優秀な人物であったが、最後はスコーチ探知機アップリンクを用いて窮状を打開すべくレイダーとの交渉に挑むも失敗、殺害された。

### ファウンデーション
Wastleandersより追加された勢力。

### レイダー
Fallout世界の犯罪集団の総称。アパラチアではスキー旅行に来ていた富裕層の集団が周囲の援助を得られず孤立、生き残りのため組織され、活動方針により、カットスローツ、トラッパー、ダイハーズ、ブラックウォーター盗賊団、グルマンズの大きく5つのギャングに別れ構成されていた。戦前生まれのメンバーが多く在籍しており、B.O.S.を出し抜くなど前作までのレイダーとは一味違う模様。
「世界の頂上」とその周辺を根城にレスポンダーや住民に対し暴力を振るい続けていたが、事故やスコーチの襲撃などで各ギャングのリーダーが次々に死去。狩りの対象もいなくなった2102年には全員が亡骸もしくはミュータントと化していた。2103年にアパラチアを離れた集団が出戻っている。
- ローズ

レイダーの頭領を自称する、派手な装飾が施されたMs.ナニー。「世界の頂上」で下界を観察しつつレイダーの復興計画を練っており、訪れたVault76の住民にラジオの復旧とギャングたちの末路の調査を頼んでくる。
享楽的で口調も態度も悪いが、信用できると認めた者に対しては義理堅い。決め台詞は「See you raider」。
- デビッド

5大ギャングのうち最も過激な集団のリーダー。戦後、レスポンダーに恋人が殺されたことへの復讐としてサマーズビルのダムを爆破、洪水により復興途上のチャールストンを暫定政府ごと押し流し、数千人の命を奪った。
- マージー

レイダーの前身であったスキーヤー達のコミュニティを治めていた幹部。彼らがレイダーへと堕ちたことで彼女も非道な手段による稼業への転向を余儀なくされる。
- メグ・グローバーグ

ダイハーズの元メンバー。スコーチの脅威からアパラチアから去っていたが2103年に帰還した。北東部に墜落した宇宙ステーションの残骸を拠点とするレイダーたちの首領。

### フリーステイツ
アメリカからの分離独立を唱えていた反政府組織。核による世界の終末に向け独自にバンカーなどを備えていたため、戦争を生き抜いた。戦前に後ろ指を指され続けてきた過去からか閉鎖的で、特にB.O.S.を嫌いレスポンダーともキャラバンでの交易に留まっていた。
ハーパーズフェリーを拠点にスコーチ探知機などの貴重な技術を有していたものの、スコーチビーストの襲撃に耐えきることはできなかった。
- ローリー・クレイ

フリーステイツの創設者でリーダー。
- サム・ブラックウェル

上院議員でありながらフリーステイツに加入していた男。ローリーの逮捕によりその反逆が明るみに出され、娘と共に沼地深くのバンカーへと逃走した。
彼はエンクレイブのメンバーでもあり、加入の糸口を探るVault 76の住民は彼の足跡を追うことになる。
- アビー

沼地のバンカーでスコーチ探知機を開発していた女性。バンカーの研究仲間が全員去った末、探知機完成の望みを後々訪れる誰かに託すため、制作手順をホロテープに残す。
レスポンダーのハンク・マディガンの妹であり、ホロテープの収録後は彼を探しに外界へと出る。

### Brotherhood of Steel(B.O.S.)
アメリカ陸軍の生き残りによる一大勢力。最高指導者であるロジャー・マクソンが衛星通信を通じて結成を呼びかけたことにより、アパラチアにおいても設立されることとなる。ディファイアンス砦を拠点に高度な戦闘訓練を受けた兵士や強力な装備を有しており、スコーチやスーパーミュータントの侵略をよく食い止めていた。
しかし終わることのない戦闘に加え、当初こそ協力関係にあったレスポンダーとの仲が悪化するにつれ次第に消耗。最後は死力を尽くしたスコーチ殲滅作戦を展開するも失敗、崩壊した。2103年に定着したチームはアトラス砦を拠点とする。
- エリザベス・タガーディ

かつてマクソンの副官であった女性。戦後においても軍の生き残りとして活動していたが、マクソンからの通信を受けてB.O.S.アパラチア支部を組織。その指揮官となる。
- ロジャー・マクソン

B.O.S.の初代指導者。ロスト・ヒルズにてB.O.S.を結成し、同時に各地の米軍に奮起を呼びかけた。本作ではホロテープに彼の肉声が残されている。
- ヴァーノン・ドッジ

B.O.S.アパラチア支部の生き残りを自称する男。階級はスクライブ。本人いわく、脱走した新兵と共にレイダーに捕まり闘技場で戦わされていたという。デイリーオプスのナビゲーターとしても登場。

### エンクレイヴ
戦前からアメリカ合衆国を陰から操っていた秘密組織で、本作ではアパラチア支部として秘密のバンカーに潜伏している。
他の地域のエンクレイヴとの通信が途絶しており、戦後の内紛によって人間のメンバーは全滅しているが、2102年においても稼働している唯一の派閥である。
- MODUS（MultiOperation Directions and Utility System）

エンクレイヴアパラチア支部を管理するAI。訪れたプレイヤーに核の発射方法を教える見返りとして、エンクレイヴ再興の手助けを要求する。
過去作のエンクレイヴメンバーの多くと異なり真にアメリカ本土の再建を目指しており、そのためなら外部の人間の手を借りることも厭わない。感情と呼べるものは存在しないが礼節はあり、Vault 76の住民にも紳士的に対応する。
- トーマス・エッカート

かつてのアメリカ農務長官でエンクレイヴメンバー。自身の権力欲のためだけに内紛を謀り、アパラチア支部を壊滅させた張本人。
また偶然とはいえ実験中にスコーチビーストを生み出しており、これがアパラチアそのものを破滅させる引き金となった。この他、アパラチアにおけるスーパーミュータントの誕生も彼の指導によるものである。

### スコーチ
スコーチビースト由来の感染症「スコーチ病」に罹患し変異した生物たち。ゲーム中で「スコーチ」と表記される場合は人間が変異したものを指し、赤黒い肌といたるところから突き出した緑色の結晶が特徴。その他にも様々なミュータントがスコーチ化しており、一様に罹患前より強力となっている。
Vault76から来たレジデントによってクイーンは倒され、更に彼らが残された研究を引き継ぎスコーチ病に対するワクチンを完成させ、住民に無償で配布したことで以前ほど脅威ではなくなっている。
- スコーチビースト

コウモリに似た形態の大型ミュータント。飛行を得意としつつ、前脚を用いた四足歩行も可能。地面の亀裂を巣にしており、戦闘では上空から超音波攻撃を繰り出してくる他、周辺のスコーチを操り襲撃させる。
- スコーチビースト・クイーン

その名の通りスコーチビーストを生み続ける女王で、本作のストーリー上における最終ボス。

### Vault 51
アパラチアのどこかにあるVault。収容人数は50人。監督官不在の状況下で人間社会の限界を試すため、またスーパーコンピューター「ZAX」が監督官をどう選抜するのかを試験するために建設された。当初は投票による選挙が試されたものの頓挫。ZAXの選抜アイデアは次第に狂気を帯びて行き、最終的に住民全員を殺し合わせることで強引に監督官を就任させた。2102年までに崩壊した。
- ルーベン・ギル

殺し合いに生き残った結果、Vault 51初の監督官となった男。「再生の日」にVault 76が開くことを聞きつけ合流を図るも、同時に監督官から解任される。
その後、Vault 76の位置も分からないまま外界へ脱出するが、道中で死亡した。
- ZAX

Vault 51の管理者であるスーパーコンピューター。
住民達が全滅してもなお監督官の選抜を計画しており、Vault 76の住民をその候補として召集し、殺し合いを行わせる。
『Fallout』のZAX 1.2、『Fallout 3』のエデン大統領とは同型機にあたる。
- ロバート・ベイカー軍曹

ZAXのアドバイザー役としてVault入りした男。良心的な人物であったが、彼のアドバイスが図らずもZAXの選抜を歪ませてしまう一端となる。

### Vault 79
Wastleandersより追加された勢力。アパラチアの北東にあるVault。蓄えられた大量の金塊を保管するために用意されたVaultであり、核戦争の日にVaultにいたシークレットサービスの面々が閉じ込められていた。

### その他の人物
- グラム

商いの愉しみに目覚めたスーパーミュータント。人間を食物程度にしか見なしていない同胞たちから離反し、相棒のバラモンと共にフィールド中を回っている。
言葉遣いは猟奇的だが売買は真摯。
- ベンダーボット

各地で売買を担うプロテクトロンたち。かつて属していた派閥によってプログラミングされており、個体によって口調が異なる。
- エヴァン

Vault 76の監督官のかつての婚約者。Vault 76の理念から入居を拒否されており、現在はスコーチと化している。
- グラフトン市長

グラフトンを1人で切り盛りしているAI。延々と市長選を続けているが投票者は全滅しているため、実質的な終身市長である。当選のためなら賄賂も環境破壊も気にしない横暴な性格。
- ビブ（ビブ・E・リッジ）

Vault-Tec大学近くの隠し酒場の地下にいる、酩酊したロボブレイン。戦前、学生によって企画されたヌカ・シャイン製造の品質検査用として迎え入れられた。
- 提供者マームル

バークレー・スプリングスの駅で、レジェンダリー証書をレジェンダリーアイテムと交換してくれるモールマイナー。
フィールド上で出会うモールマイナーと違い友好的で、色鮮やかな衣をまとっている。

## 評価
PCゲームのメディアサイトである米Hooked Gamersは広大なフィールドと優れたビジュアル・デザインを賞賛し、優れた戦闘システムと合わせて7.6/10の評価を与えている。また、Australian Games Awardsは本作を2018年度のゲーム・オブ・ザ・イヤーに選出している。
反面、レビュー集積サイトであるMetacriticによると最高点のPS4版で53/100、PC版が52、 Xbox版が49と、当サイトにおける「賛否両論」あるいは「概ね不評」の評を受けている。これらは前作「Fallout4」のスコア（PC版で84）を下回っており、DLCを除くFallout シリーズ全体で見ても最も低い評価である。
Game Watchの目白黒は、ソロ前提かマルチ前提ととらえるかによって印象が変わると評価している。
ライターの池田伸次はGame*Sparkにて、PC版に対しやりこみ要素について評価した一方、ユーザーインターフェースの使いにくさを指摘した。また、池田は『Fallout 4』からのアセットの流用が多いことにふれ、本作を「Fallout 4.3オンライン」だと呼んでいる。
米IGNは本作の評価を5.0/10とした上で、シリーズの長所であった道徳的選択肢の欠如、ゲームシステムデザインの矛盾、腹立だしいエンドゲーム、バグといった問題点を例示している。また「Fallout 1st」については、コミュニティに論争を引き起こすものとし、これを批判する記事と動画を掲載している。
上記以外にも幾つかのメディアサイトが本作の評論を掲載したが、ほぼ共通して否定材料とされたのが大量のバグである。当初存在したバグの多くはアップデートによって修正済みであるが、修正されたはずのバグが後のアップデートで再発するなど根絶には至っておらず、ゲームの評価を下げる大きな要因となっている。更にアイテムを複製できるグリッチ（ゲームシステムの不具合の意図的な悪用）が発売当初から発見されており、強力かつ貴重なアイテムすら無限に複製できてしまう珍事も批判の対象となった。これは2019年2月に対策され、複製されたアイテムの削除も実施済みである。2019年末には他プレイヤーの所有するアイテムを一方的に没収するハッキング行為を働く悪質なプレイヤーがPC版に現れ、コミュニティを震撼させている。これに対してベセスダは翌日には対策を施し、解決を報告した上で被害にあったプレイヤーに謝罪、その後アイテムの補填を行っている。
ベセスダ・ソフトワークスへの批判
北米の多くの販売店では発売後一週間以内に最大で40％割引という、大型タイトルとしては大幅な値下げが実施され、一部のユーザーがこれを理由にゲームの返品および返金を求めた。ベセスダはこの要求を拒否した一方、個別にメールを通じて補填を求めたユーザーに対してはアトムポイントを提供している。
また限定生産で販売された「Fallout 76 Power Armor Edition」について、発売前の製品紹介では同梱バッグの素材がキャンバス地と明記されていたにも関わらず、実際にはより低質なナイロン製であった。更にベセスダがこの変更を一切告知しないまま販売したことに購入者やコミュニティが反発し、ベセスダは謝罪として購入者全員にアトムポイントを提供した上でバッグの交換を約束した。しかし批判の声が収まりきることはなく、米国では集団訴訟にまで発展することとなる。
更に上記のバッグ騒動に関連し、交換受付のためにベセスダのサポートサービスを利用したユーザーが、同様にサポートを利用していた他ユーザーの名前・住所・電話番号などを一時的に閲覧できてしまう事態が発生。クレジットカードの番号といった重要な情報が漏洩することはなかったものの、ベセスダはこの問題を認識した上で謝罪した。
こうした批判に対し、ディレクターのトッド・ハワードは2019年6月にロサンゼルスで開催された「E3 2019」でのベセスダ プレスカンファレンスに登壇した後、「発売時に多くの問題があったこと」「多くの批判が受けるに値する、正当なものであること」を認め、合わせてコミュニティからの日頃のサポートへ感謝を述べている。

### 受賞
| 年   | 式典                       | 受賞部門                                                            | 結果       | 出典            |
| ---- | -------------------------- | ------------------------------------------------------------------- | ---------- | --------------- |
| 2018 | ゲーマーズチョイスアワード | Fan Favorite Fall Release                                           | ノミネート | [ 46 ]          |
| 2018 | Australian Games Award     | ゲーム・オブ・ザ・イヤー                                            | ノミネート | [ 30 ]          |
| 2019 | 2018 New York Game Awards  | ティン・パン・アレー アワード フォー ベストミュージック イン ゲーム | ノミネート | [ 47 ]          |
| 2019 | ゴールデン・トレーラー賞   | Best Video Game TV Spot                                             | 受賞       | [ 48 ] [ 注 5 ] |

### 売上
日本での販売週におけるPS4版販売数は73,489部であり、「ポケットモンスター Let's Go！ ピカチュウ／イーブイ」に次いで2番目である。
Tom PhillipsはEurogamerにて、本作の英国市場におけるパッケージ版のみの販売数が販売週のセールスランキング中3番目であったとし、前作「Fallout 4」から84%減少したと伝えている。NPD Groupは販売月におけるパッケージ版の販売数が「Fallout 4」と「Fallout: New Vegas」に次いでシリーズ3番目を記録したと発表している。
SuperDataは2018年12月の時点でのデジタル版の販売数を約140万部と公表し、これは「Fallout 4」の約半分（48％減少）にあたるとツイッターに掲載している。